# Síndrome premenstrual
El síndrome premenstrual (SPM) son los cambios físicos, psicológicos y emocionales que se producen una o dos semanas antes de la menstruación y desaparecen con esta. Es un grupo de síntomas y signos variables que se presentan antes del ciclo menstrual y pueden ir de leves a severos entre el 23 y 67% de las mujeres, de las cuales en un 10 % de ellas se consideran agudos o bastante severos para ser debilitantes e interferir en la vida cotidiana. Cuando los síntomas son incapacitantes es una extensión grave del síndrome premenstrual y se le denomina trastorno disfórico premenstrual (TDPM). 

## Epidemiología
El SPM afecta entre un 30 y 80 % de mujeres en edad fértil, de acuerdo a estudios sus síntomas son más molestos al envejecer, y más frecuentes al superar los 30 años. Sin embargo, algunos estudios afirman que las adolescentes sufren SPM similar al de las mujeres adultas.
Factores de Riesgo:
- Mujeres con una historia personal o familiar de:
  - Desórdenes del estado de ánimo.
  - Depresión posparto.[5]
  - Depresión.[6]

## Etiología
Las teorías sobre la causa del padecimiento se centran en los cambios hormonales, la nutrición y el estrés.
- Desequilibrio estrógeno - progesterona, por lo que hay mayor retención de agua y sodio y se aumenta de peso y hay edema generalizado.[8] La teoría más aceptada postula que las fluctuaciones de estrógeno y progesterona que ocurren en el ciclo menstrual normal provocarían en estas pacientes una deficiencia de serotonina causando este cuadro clínico.[8]
- Mujeres con gran carga emocional (estrés).[9]

Se han reportado diferencias en factores biológicos como: respuesta de TRH a endorfinas, secreción de melatonina, niveles de Mg en glóbulos rojos, respuesta de GH y cortisol al triptófano, respuesta de cortisol a CRH, cortisol libre y patrones de secreción del cortisol; pero estos cambios no están confinados a la fase lútea. Al menos 3 meses de registro son necesarios para demostrar un problema recurrente en la fase lútea con alteración del trabajo, estilo de vida, seguido por un período libre de síntomas.
Los cambios hormonales del ciclo menstrual no son un factor etiológico, pero ellos pueden producir en mujeres susceptibles cambios en el humor, involucrando sistemas colinérgicos. La dificultad en identificar un desorden con un mecanismo específico sugieren que el SPM pudiera representar una variedad de manifestaciones psicológicas por un cambio psicológico-hormonal normal.

## Cuadro clínico
Los síntomas varían entre cada mujer e incluso de un ciclo a otro en la misma mujer. Para las mujeres que se encuentran en el periodo de la perimenopausia, los síntomas pueden tener la misma duración que el periodo menstrual y después de él, así como pueden agravarse. En cambio, durante el periodo de la adolescencia los síntomas pueden producir una menstruación dolorosa también conocida como dismenorrea.
Los síntomas del síndrome premenstrual:
- Suelen aparecer entre tres y diez días previos a la menstruación y desaparecen unos días después.[1]
- Interrumpen las actividades de la vida diaria.[2]
- Si son tan severos que les impide realizar una vida normal, se considera un trastorno disfórico premenstrual.[3]

Síntomas físicos
Los síntomas físicos pueden ser:
- Dolor de cabeza.
- Calambres.
- Inflamación de los senos.
- Distensión abdominal.
- Estreñimiento.
- Diarrea.
- Acné.
- Hinchazón y aumento de peso.
- Dolor en las articulaciones.
- Dolor de espalda.
- Gases.
- Menor tolerancia a los ruidos o a la luz.
- Mareos, incluyendo el vértigo

Síntomas emocionales
Los síntomas emocionales pueden ser:
- Ánimo deprimido, disforia o desesperanza.
- Ansiedad, tensión interna.
- Labilidad emocional, con llanto frecuente.
- Irritabilidad, enfado o aumento de conflictos interpersonales.
- Pérdida de interés en las actividades cotidianas.
- Dificultad para concentrarse.
- Trastorno del sueño
- Disminución de la libido

## Diagnóstico
Es el cotejo de síntomas y signos que caracterizan este estado: cuadro clínico, diferenciándose con enfermedades que pueden presentar también estos signos y síntomas (diagnóstico diferencial)
Se consideran exámenes complementarios como análisis, radiografías, ecografías u otros para descartar otras afecciones con sintomatología similar.
Además se hace por una acuciosa recopilación prospectiva de los síntomas que no siempre son obtenidos en la primera entrevista. Usualmente los síntomas comienzan entre 3 a 10 días antes de la menstruación y desaparecen en el primero o segundo día del ciclo.Los síntomas, por lo general, ocurren en la última semana de la fase lútea y desaparecen con la menstruación.Los tres elementos clave para el diagnóstico del síndrome premenstrual son: síntomas consistentes con el síndrome, aparición de los mismos durante la fase lútea e interferencia con las actividades de la vida diaria y el estilo de vida. Usualmente, se pide a las pacientes con sospecha de síndrome premenstrual que lleven durante varios meses un diario en el que anotarán los síntomas que aparezcan y su intensidad valorada del 1 al 4.Existe una variante severa del síndrome premenstrual, conocido como trastorno disfórico premenstrual.La incidencia se da en el 5 % de las mujeres en edad fértil; dentro de la tercera y cuarta década de la vida y permanece hasta la menopausia.Según estudios se puede afirmar que no se encuentra relación entre los trastornos de personalidad y la enfermedad.

## Tratamiento
Hay mujeres que tienen dificultades para afrontar los síntomas del síndrome premenstrual. Para ellas existen diversos métodos para aliviar los síntomas del síndrome premenstrual y así mejorar la calidad de vida.
Pese a la gran variedad de posibles tratamientos, el síndrome premenstrual puede resultar difícil de tratar. No existe ningún tratamiento contra el síndrome premenstrual que sea eficaz para todas las mujeres. A cada mujer le ayudan unos consejos, remedios o tratamientos determinados. Lo importante es encontrar el remedio que le sirva a cada una. Existen medidas que puede tomar una misma y otras que se deben concretar con un médico.

#### Cambios en el estilo de vida
En primer lugar, para manejar el Síndrome Premenstrual recomiendan llevar un estilo de vida saludable. Este permite en muchas ocasiones controlar de manera efectiva los síntomas. Entre los hábitos saludables recomendados destacan:
- Beber líquidos como agua y jugo de frutas.
- Evitar refrescos, alcohol o bebidas con cafeína.
- Comer de manera frecuente y en cantidades pequeñas.
- Disminuir el consumo de sal y azúcar.
- Consumir una dieta equilibrada que incluya granos enteros, frutas, verduras, carnes magras, alimentos ricos en fibra, leche, alimentos ricos en calcio y en vitamina D…
- Hacer ejercicio aeróbico de manera frecuente puesto que el ejercicio regular puede ayudar a aliviar la irritabilidad, la ansiedad o el insomnio.
- Realizar actividades de relajación tanto mental como emocional, como por ejemplo: el yoga, la meditación y ejercicios de respiración. Este tipo de ejercicio ayuda a muchas mujeres y además les aporta serenidad.
- Evitar actividades estresantes.
- Tener un descanso y sueño adecuados.

#### Medicamentos, vitaminas y suplementos
En segundo lugar, ciertos suplementos dietéticos ayudan a reducir levemente los síntomas del síndrome premenstrual, nos permiten reforzar el cuerpo y ayudan en aquellos días en que una se siente más cansada. En este caso es conveniente el consejo de  personal médico que nos indique cuál es el suplemento más adecuado. Es posible que se recomiende tomar vitaminas y suplementos como:
- Vitamina B6, calcio y magnesio.

- Suplementos de triptófano. Comer alimentos que lo contengan también pueden ayudar, algunos de estos productos son: lácteos, semillas de soja, semillas y mariscos.

En tercer lugar, también se puede optar por el consumo de medicamentos para lidiar los síntomas del síndrome premenstrual. Entre los fármacos usados destacan varios tipos según el síntoma que se desee tratar y que el personal médico recomiende:
- Los medicamentos antiinflamatorios no esteroideos: ayudan a disminuir las molestias, el dolor y la dismenorrea.
- Los inhibidores de la recaptación de la serotonina (ISRS) también conocidos como antidepresivos: combaten la ansiedad, irritabilidad y otros síntomas emocionales.
- En este caso también se usan ansiolíticos. No obstante, se tratan de evitar debido a la posible dependencia o adicción que pueden generar.
- Manipulación hormonal como anticonceptivos orales, progesterona en cápsulas vaginales, progestágeno oral…
- Los diuréticos: alivian la retención de líquidos.

En tercer lugar, más allá de estos tratamientos farmacológicos existe la opción de recurrir a la ooforectomía bilateral en los casos con síntomas más graves. Mediante esta cirugía se eliminan los ciclos menstruales y por ello se debe iniciar una terapia de reposición hormonal hasta los 51 años (edad media en que a la mujer le llega la menopausia).
En último lugar, cabe destacar la terapia cognitivo-conductual en aquellos casos en que el síndrome premenstrual produce severos problemas del estado de ánimo.